# Warea
Warea là chi thực vật có hoa trong họ Cải.